# Schroeder (Peanuts)
Schroeder is een personage uit de Amerikaanse stripreeks Peanuts, bedacht door Charles M. Schulz. Hij maakte zijn debuut in deze strip op 30 mei 1951.
Schroeder is genoemd naar een jongen met wie Schulz vroeger vaak golf speelde op de Highland Park golf course in St. Paul.

## Personage
Bij zijn introductie in de strip was Schroeder nog een baby, maar in de drie jaar na zijn introductie groeide hij razendsnel op tot hij ongeveer even oud was als de andere personages, die niet ouder werden. Zijn verjaardag is op 18 januari.
Aanvankelijk had Schroeder geen grote kenmerken, totdat Schulz besloot de speelgoedpiano van zijn dochter in de strip te verwerken. Hij gaf deze piano aan Schroeder, die nadien bekend kwam te staan als een virtuoos pianospeler. Tevens ontwikkelde Schroeder een grote liefde voor Europese klassieke muziek en de componist Ludwig van Beethoven. De piano werd geïntroduceerd op 24 september 1951. Zo'n piano heeft geen zwarte toetsen, maar Schroeder kan er ingewikkelde stukken op spelen, volgens eigen zeggen doordat hij zo veel oefent. Eenmaal wilde Charlie Brown Schroeder op een echte piano laten spelen, maar Schroeder vond het enorme formaat van deze piano te intimiderend.
Als Schroeder aan het spelen is, staat in de strip een notenbalk van een bestaand muziekstuk afgebeeld, zodat de muzikaal onderlegde lezer kan zien wat er gespeeld wordt. In de meeste andere strips ziet men alleen een paar losse noten rondvliegen.
Behalve dat hij van muziek houdt, is Schroeder catcher in Charlie Browns honkbalteam. Hij heeft alleen de gewoonte een gevangen bal niet terug naar de werpheuvel te gooien, maar er altijd mee naartoe te rennen. In een strip gaf hij toe geen talent te hebben voor het gooien van een bal, maar dit niet te willen laten zien aan de tegenpartij.
Schroeder is na Linus en Snoopy mogelijk Charlie Browns beste vriend. Hij is tevens een van de weinige spelers in het honkbalteam die nog enigszins respect kan opbrengen voor Charlie.
Lucy is verliefd op Schroeder en is vrijwel altijd aanwezig als Schroeder speelt. Hierdoor is ze onbedoeld zijn muze geworden. Haar liefde wordt echter door Schroeder niet beantwoord, volgens Schroeder omdat Beethoven ook zijn leven lang vrijgezel was, en Schroeder zo veel mogelijk de manier van leven van zijn idool wil volgen.
De verjaardag van Beethoven, 16 december, wordt elk jaar onder leiding van Schroeder gevierd.

## Trivia
- Schroeder had een cameorol in de South Park-aflevering Probably als orgelspeler in Cartmans kindorkest.